# Sheila Willcox
Sheila Willcox –nombre de casada Sheila Waddington– (1936-2017) fue una jinete británica que compitió en la modalidad de concurso completo. Ganó tres medallas en el Campeonato Europeo de Concurso Completo, en los años 1957 y 1959.

## Palmarés internacional
| Campeonato Europeo | Campeonato Europeo     | Campeonato Europeo | Campeonato Europeo |
| Año                | Lugar                  | Medalla            | Categoría          |
| ------------------ | ---------------------- | ------------------ | ------------------ |
| 1957               | Copenhague (Dinamarca) | Medalla de oro     | Individual         |
| 1957               | Copenhague (Dinamarca) | Medalla de oro     | Por equipos        |
| 1959               | Harewood (Reino Unido) | Medalla de plata   | Por equipos        |